# Německý historický institut v Paříži

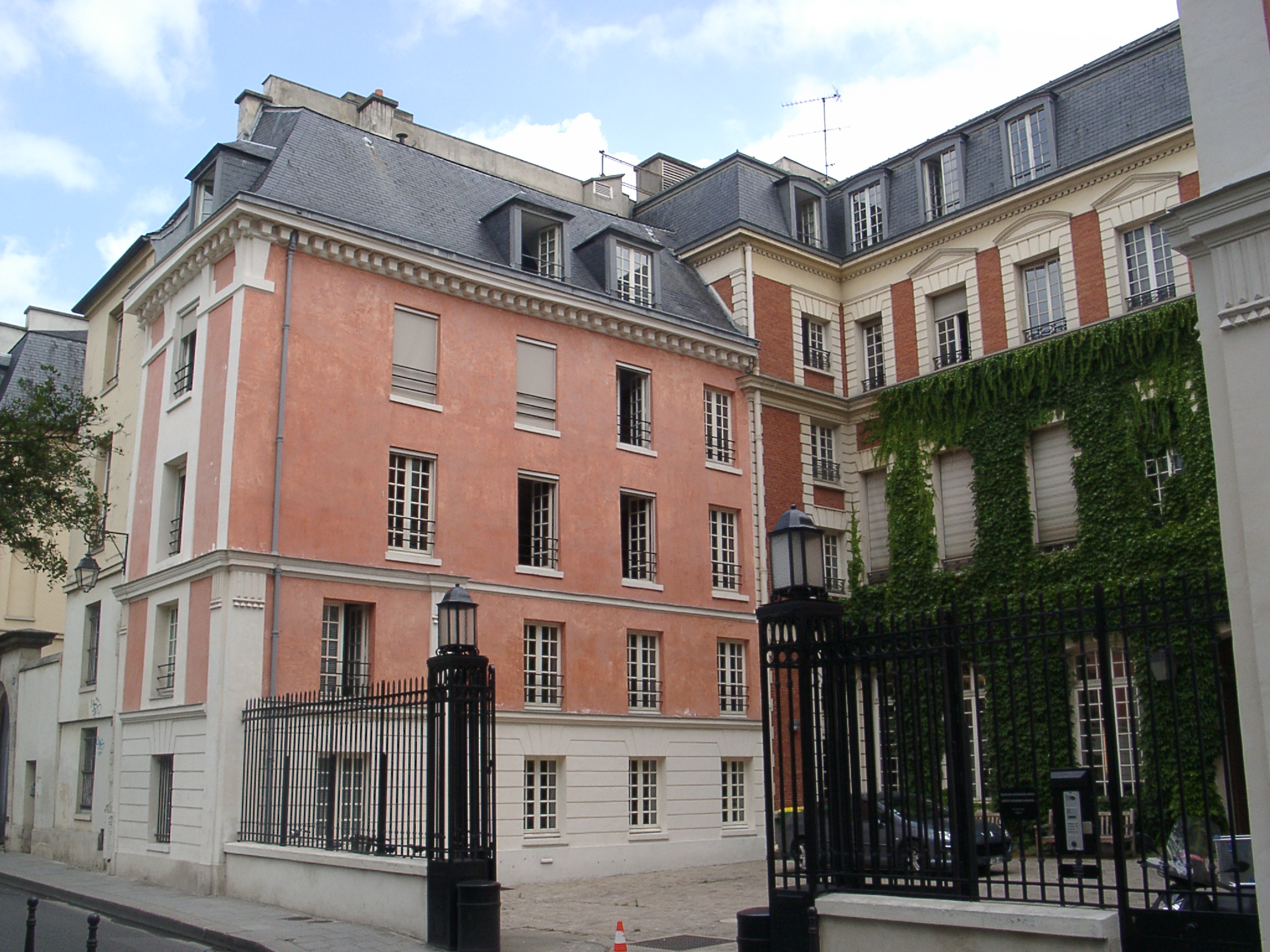
Budova institutu

Německý historický institut v Paříži (německy Deutsches Historisches Institut Paris, francouzsky Institut historique allemand de Paris) je německá vědecká instituce v Paříži. Sídlí v městském paláci Hôtel Duret de Chevry na adrese Rue du Parc-Royal ve 3. obvodu. Institut byl otevřen v roce 1964.

## Historie
Ústav byl zřízen v roce 1964 jako součást Německého historického institutu obnoveného v roce 1958. Od roku 1994 sídlí v městském paláci Hôtel Duret de Chevry v historické čtvrti Marais. Institut byl zřízen jako druhý ze zahraničních institutů, které byly otevřeny v Římě (1888), Londýně (1976), Washingtonu (1986) a Varšavě (1993) a orientálního institutu v Bejrútu/Istanbulu a japonského institutu v Tokiu. Od roku 2002 je podřízen nadaci Deutsche Geisteswissenschaftliche Institute im Ausland (Německé společenskovědní instituce v zahraničí) se sídlem v Bonnu, což je organizace financovaná německým ministerstvem školství a výzkumu.

## Činnost
Úkolem institutu je provádět výzkum o dějinách Francie a francouzsko-německých vztahů od pozdního starověku po moderní dobu. Zajišťuje výměny mezi německými a francouzskými historiky. Vydává časopis Francia, ve kterém zveřejňuje výsledky výzkumu. Pravidelně pořádá konference a semináře o francouzsko-německých a mezinárodních dějinách. Udílí stipendia doktorandům a výzkumným pracovníkům, jejichž výzkum má souvislost s francouzsko-německou historií. Institut je vybaven rozsáhlou knihovnou.